# Léo Delibes
Léo Delibes n. 21 februarie 1836, La Flèche, Pays de la Loire, Franța – d. 16 ianuarie 1891, Paris, Franța a fost un compozitor francez.

## Biografie
Léo Delibes era fiu al unei familii cu înclinații spre artă și cu o veche tradiție muzicală. Beneficiază în copilărie de o educație muzicală din partea mamei și al unui unchi (organist). După moartea tatălui în 1847 se stabilește la Paris unde studiază la Conservator.
A intrat de timpuriu în contact cu scena muzicală franceză, căreia îi va dedica întreaga viață. Prima sa compoziție de balet "La source" ("Izvorul"), îi va aduce primul mare succes. În anul 1870 urmează Coppélia - baletul său cel mai popular - apoi Sylvia (în 1876). Cu opera „Le Roi l'a dit” (1873) cunoaște succes la Opéra-Comique din Paris, iar în 1881 opera Lakmé (prezentată în premieră tot la Opéra-Comique) va înregistra un triumf copleșitor. 
În 1881 este numit profesor de compoziție la Conservatorul din Paris, unde îi va succeda lui Henri Reber. Delibes moare la Paris în ziua de 16 ianuarie 1891. 
Acțiunea capodoperei sale, opera Lakmé, este plasată într-o lume cu totul deosebită față de cele obișnuite în lumea operei de până atunci, anume în lumea hindusă.